# Canthophorus
Canthophorus este un gen de ploșnițe din familia Cydnidae.  În Europa sunt cunoscute 10 specii, dintre care 3 trăiesc în România. 

## Speciile din România
1. Canthophorus melanopterus (Herrich-Schäffer 1835)
2. Canthophorus impressus (Horváth 1881)
3. Canthophorus dubius (Scopoli 1763)

## Legături externe
Materiale media legate de Canthophorus la Wikimedia Commons